# Morro do Pico
Morro do Pico är en kulle i Brasilien.   Den ligger i delstaten Pernambuco, i den östra delen av landet, 2 200 km nordost om huvudstaden Brasília.
Terrängen runt Morro do Pico är platt. Trakten är glest befolkad. Närmaste större samhälle är Fernando de Noronha, 1,0 km sydost om Morro do Pico. 